# Mário Herrero
Mário J. Herrero Valeiro (Corunha, Galiza, 2 de Fevereiro de 1968) é um poeta espanhol. Licenciado em Filologia Hispânica pela Universidade de Santiago de Compostela e Doutor em Filologia Hispânica Universidade da Corunha

## Obra

### Livros publicados

#### Obras individuais
1999. No limiar do silêncio. Poemas da estrangeirice. VII Prémio de Poesia Espiral Maior. A Corunha, Ed. Espiral Maior.
2001. Cartografia da Atrocidade. Lisboa, Edições Tema.
2011. Guerra de grafias, conflito de elites. Galiza, Através Editora.
2013. Outra vida (22 poemas, uma confissão e um esclarecimento). Galiza, Através Editora.
2014. Da Vida Conclusa. II Prémio de Poesia O Figurante. Galiza, O Figurante.
2015. A normalização lingüística, uma ilusão necessária. Galiza. Através Editora.

#### Obras colectivas
1990. Mátria da Palavra. Antologia de poetas galego-lusofonos (livro colectivo). Pontevedra-Braga, Cadernos do Povo. Revista Internacional da Lusofonia 15-18, pp. 78-80.
1993. I Certame Literario (livro colectivo), A Corunha, Faculdade de Humanidades-Universidade da Coruña. Segundo prémio de poesia no I Certame Literario da Facultade de Humanidades (1992).
1995. 7 Poetas (livro colectivo), A Corunha, edição não venal ao abrigo da Agrupación Cultural O Facho, pp. 7-27.
Tem, além de livros, publicações em actas de congressos e seminários.

## Prémios
- VII Premio Espiral Maior de Poesía em 1998, com a obra No limiar do silêncio.
- II Premio de Poesía Figurante em 2014, com a obra Da vida conclusa.
- Prémio literário Glória de Sant'Anna em 2015, com a obra Da vida conclusa.
- X Prémio de Poesía Erótica Illas Sisargas em 2015, com a obra A razão do perverso.